# 1562

## Събития
- Първо споменаване за село Ръжево в османските регистри.

## Родени
- Ян Питерсзоон Свеелинк, холандски композитор и органист
- 25 ноември – Лопе де Вега, испански писател